# Pružina
Pružina (em húngaro: Barossháza) é um município da Eslováquia, situado no distrito de Považská Bystrica, na região de Trenčín. Tem 40,43 km² de área e sua população em 2018 foi estimada em 2.052 habitantes.

## Demografia
| Ano:        | 1994 | 2004   | 2014   | 2024   |
| ----------- | ---- | ------ | ------ | ------ |
| Broj ljudi: | 1948 | 1917   | 2025   | 2113   |
| Razlika:    |      | -1,59% | +5,63% | +4,34% |

| Ano:               | 2023 | 2024   |
| ------------------ | ---- | ------ |
| Número de pessoas: | 2093 | 2113   |
| Diferença:         |      | +0,95% |